# The Call of the Wild – Skriet från vildmarken
The Call of the Wild – Skriet från vildmarken är en amerikansk äventyrsfilm från 2020. Filmen är regisserad av Chris Sanders, med manus skrivet av Michael Green. Filmen är en nyinspelning av Skriet från vildmarken från 1935 och den är baserad på Jack Londons äventyrsroman Skriet från vildmarken från 1903.  
The Call of the Wild – Skriet från vildmarken hade premiär i Sverige 21 februari 2020, utgiven av 20th Century Fox.

## Handling
Filmen handlar om hunden Buck, som växt upp i Kalifornien men som tvingas flytta till Alaska där han möter guldgrävaren John Thornton, och deras liv i det karga klimatet i Alaskas vildmarker.

## Rollista (i urval)
- Harrison Ford – John Thornton
  - Jacob Nordenson – Svensk röst
- Dan Stevens – Hal
  - Patrik Martinsson – Svensk röst
- Omar Sy – Perrault
  - Jamil Drissi – Svensk röst
- Karen Gillan – Mercedes
  - Cecilia Wrangel Skoug – Svensk röst
- Bradley Whitford – Domare Miller
- Colin Woodell – Charles
- Cara Gee – Françoise
  - Rakel Wärmländer – Svensk röst
- Scott MacDonald – Dawson